# 서창남로

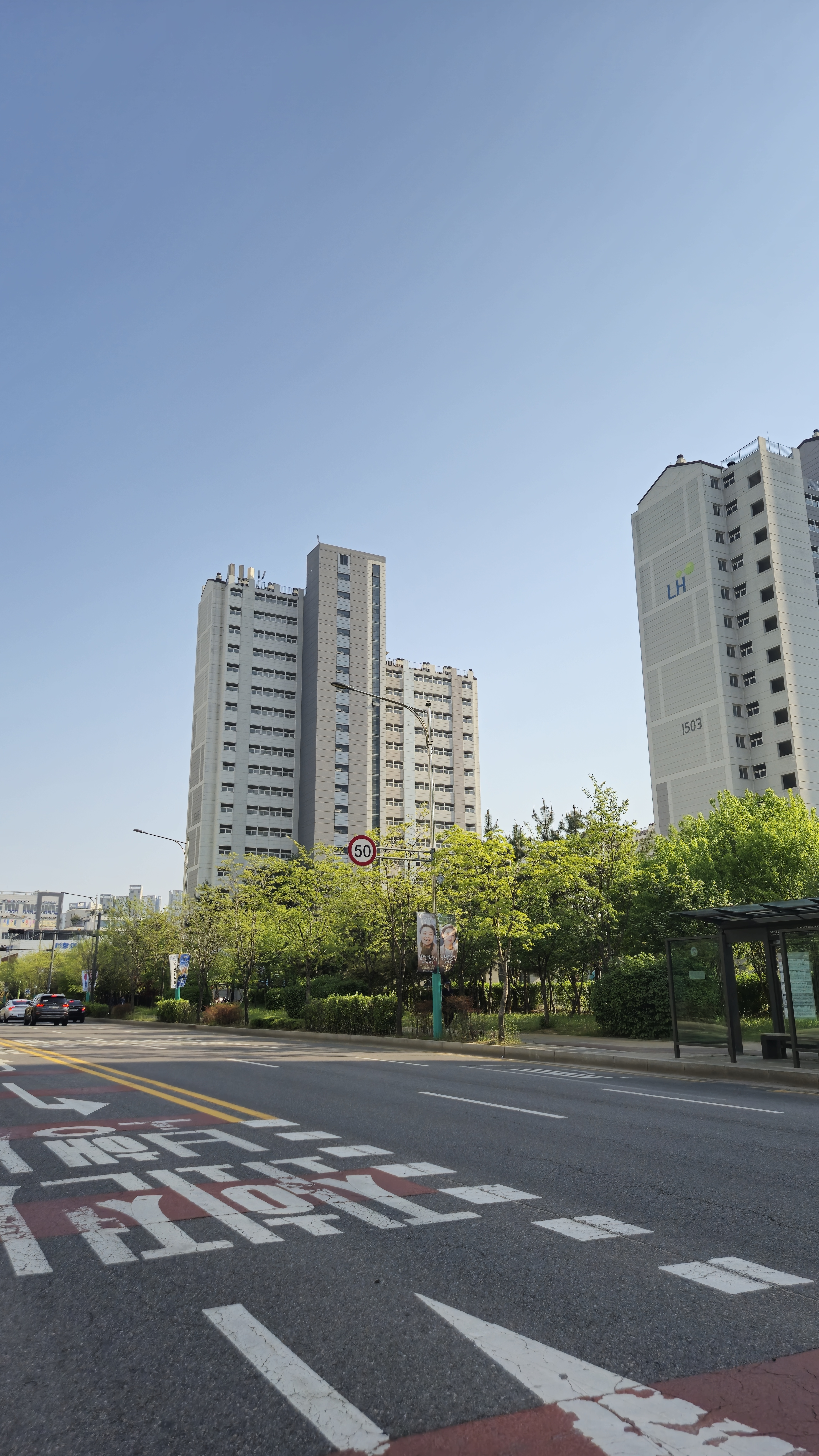
서창남로 (2025년 4월 경 초여름 풍경)

서창남로(Seochangnam-ro)는 인천광역시 남동구 서창동에서 수산동까지 연결하는 인천광역시도로, 총 연장은 3.038 km이다. 이름이 유래된 것은 서창동 남쪽에서 시작되는 도로임을 인용하여 제명하였다.

## 역사
- 2012년 3월 28일 : 도로명으로 서창남로를 고시

## 주요 경유지
- 남동구
  - 서창동 - 만수동 - 수산동

## 접촉하는 도로
- 서창방산로
- 서창남순환로 (2회 교차)
- 소래로

## 주요 건물 및 시설
- 인천서창엘에이치12단지 (서창남로 2/서창동 717)
- 도림고등학교 (서창남로 8/서창동 718)
- 서창베라체아파트 (서창남로 17/서창동 715)
- 광명프라자 (서창남로 41/서창동 708-1)
- 서창스퀘어 (서창남로 42/서창동 664-5)
- 로데오프라자 (서창남로 45/서창동 707-3)
- 진영프라자 (서창남로 46/서창동 664-4)
- 노블시티프라자 (서창남로 51/서창동 707-2)
- 투엠프라자 (서창남로 81/서창동 686-2)
- 서창중앙공원 공중화장실 (서창남로 101/서창동 681)
- 인천서창엘에이치15단지 (서창남로 109/서창동 679)